# New Holland (Unternehmen)

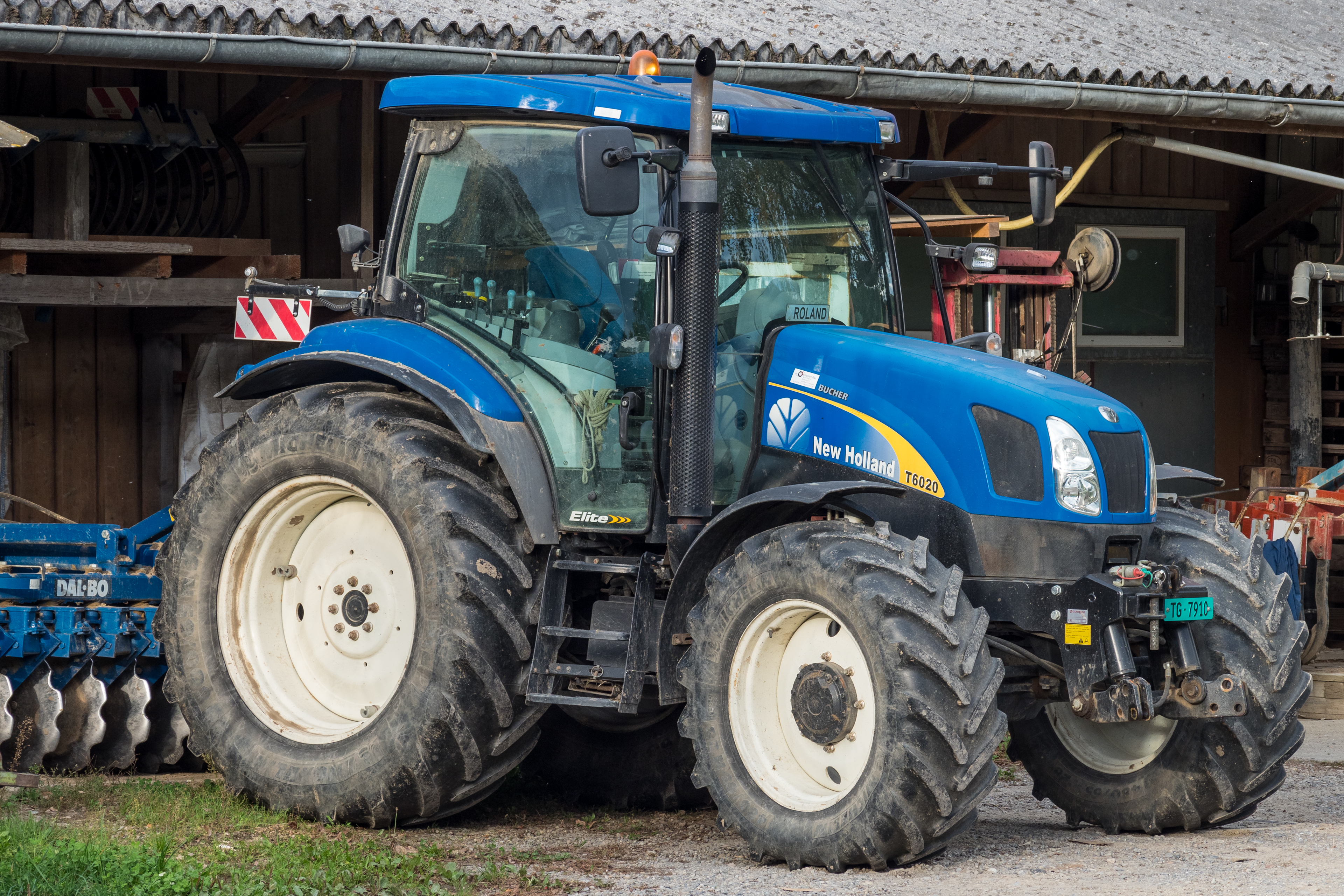
New Holland T6020

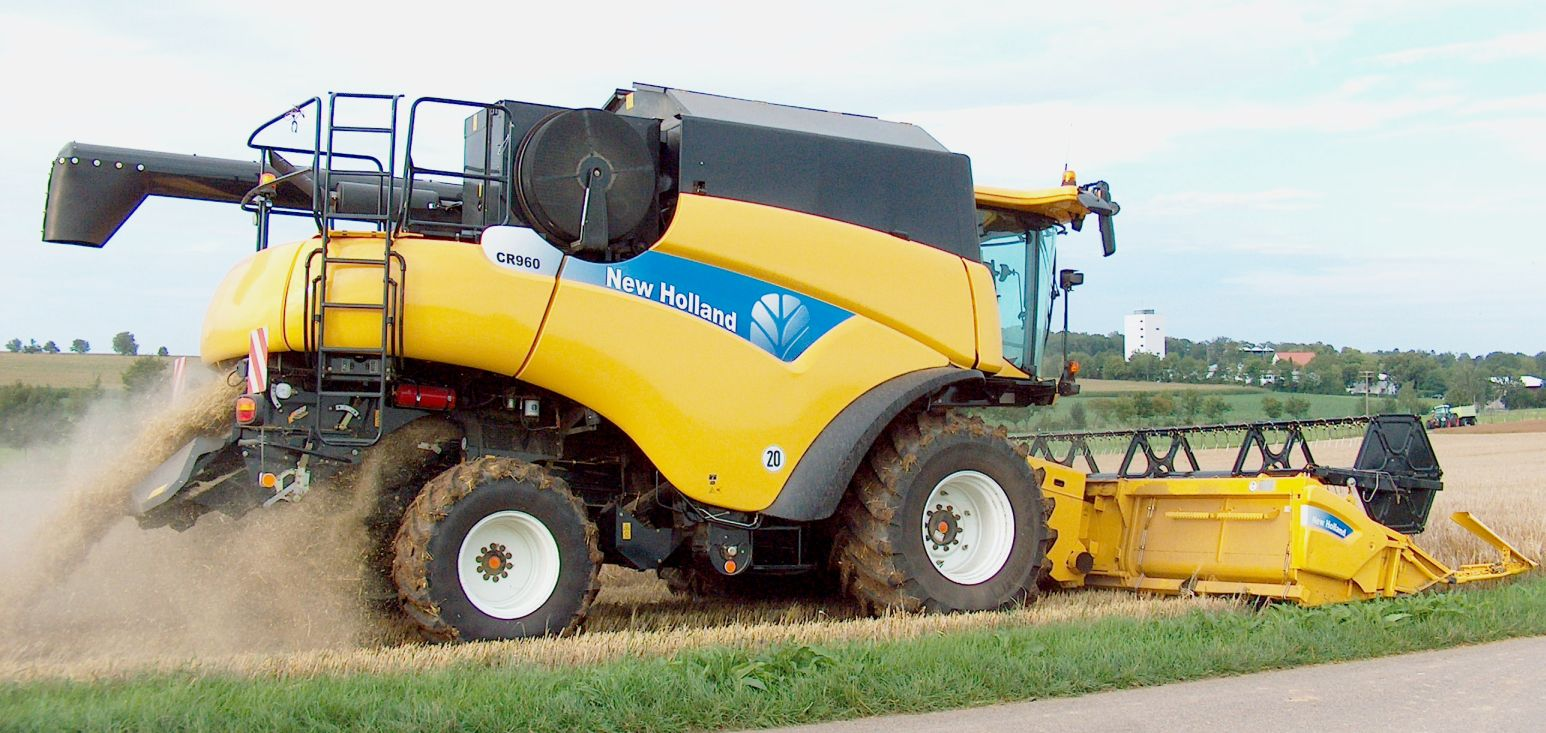
Moderner Mähdrescher von New Holland

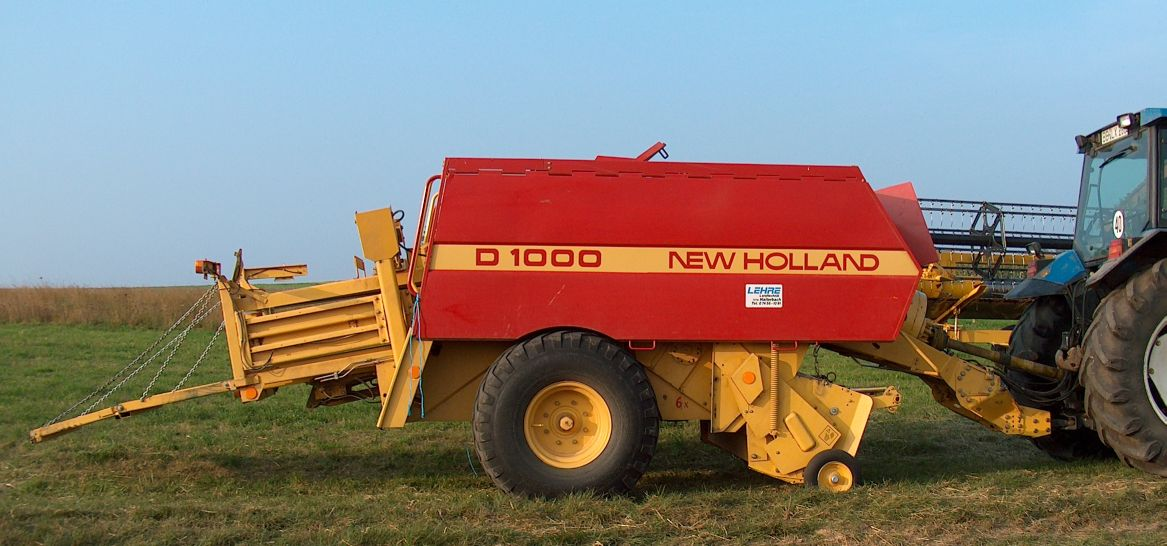
Ballenpresse von New Holland

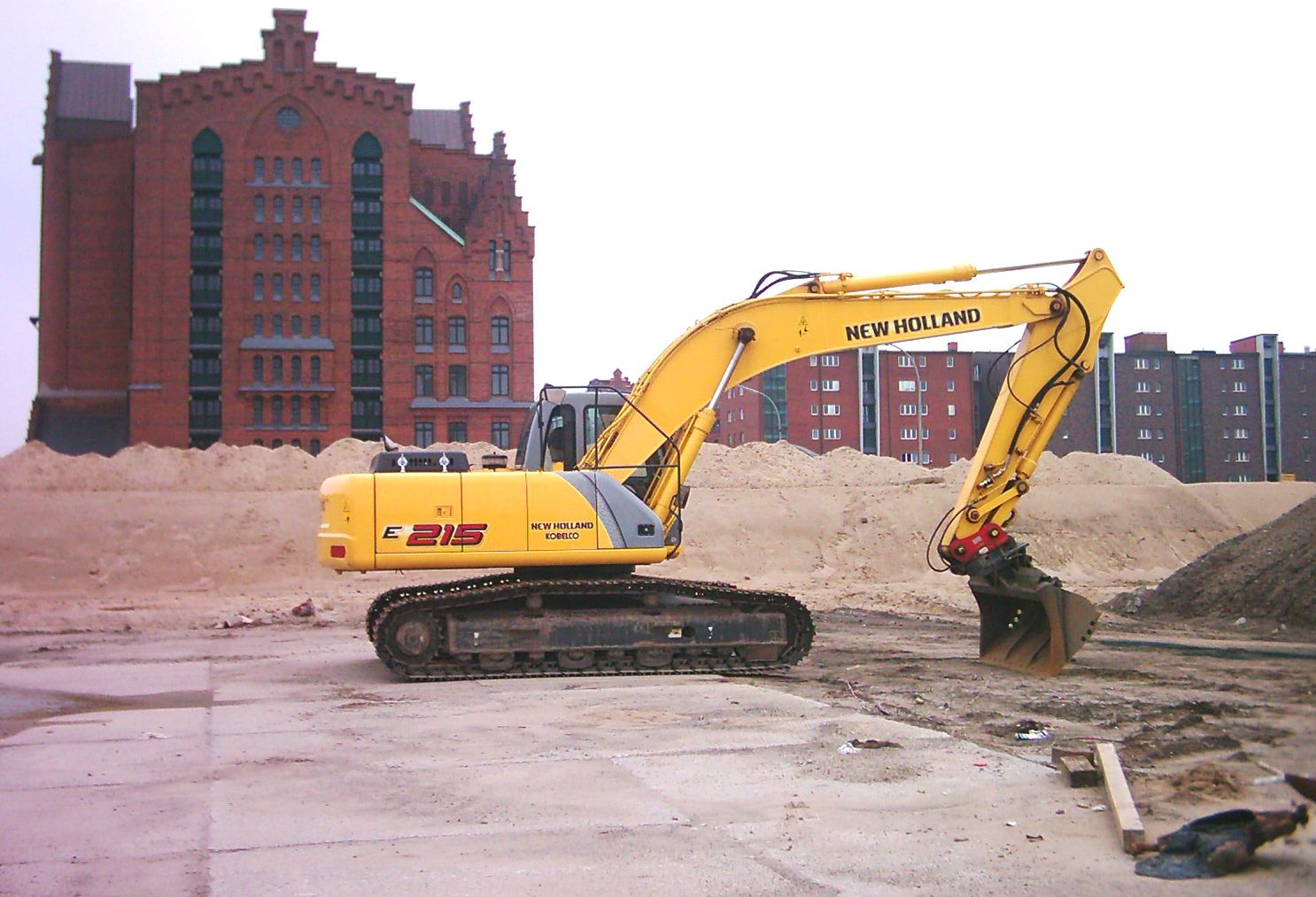
Bagger von New Holland

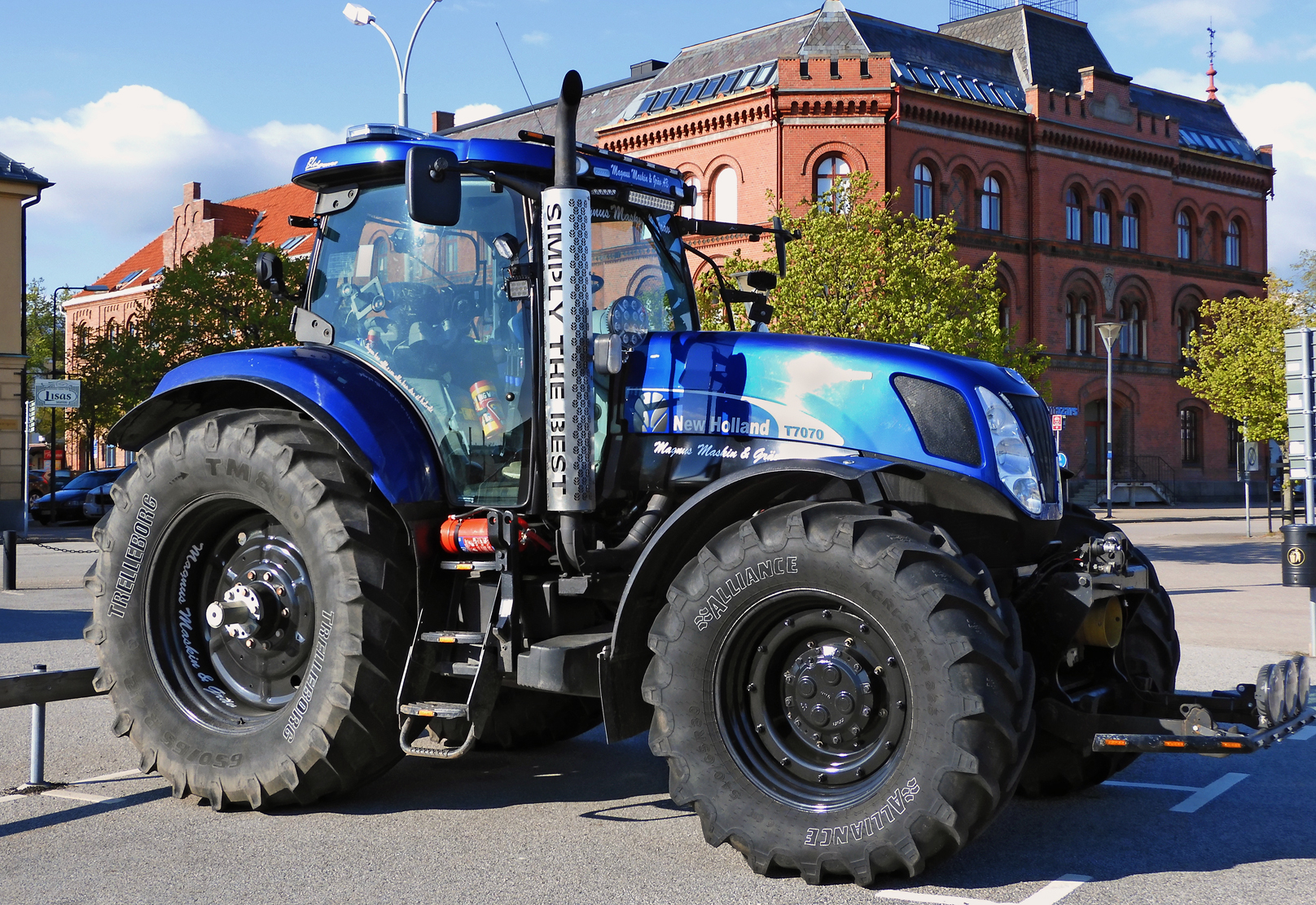
New Holland T7070 2009.

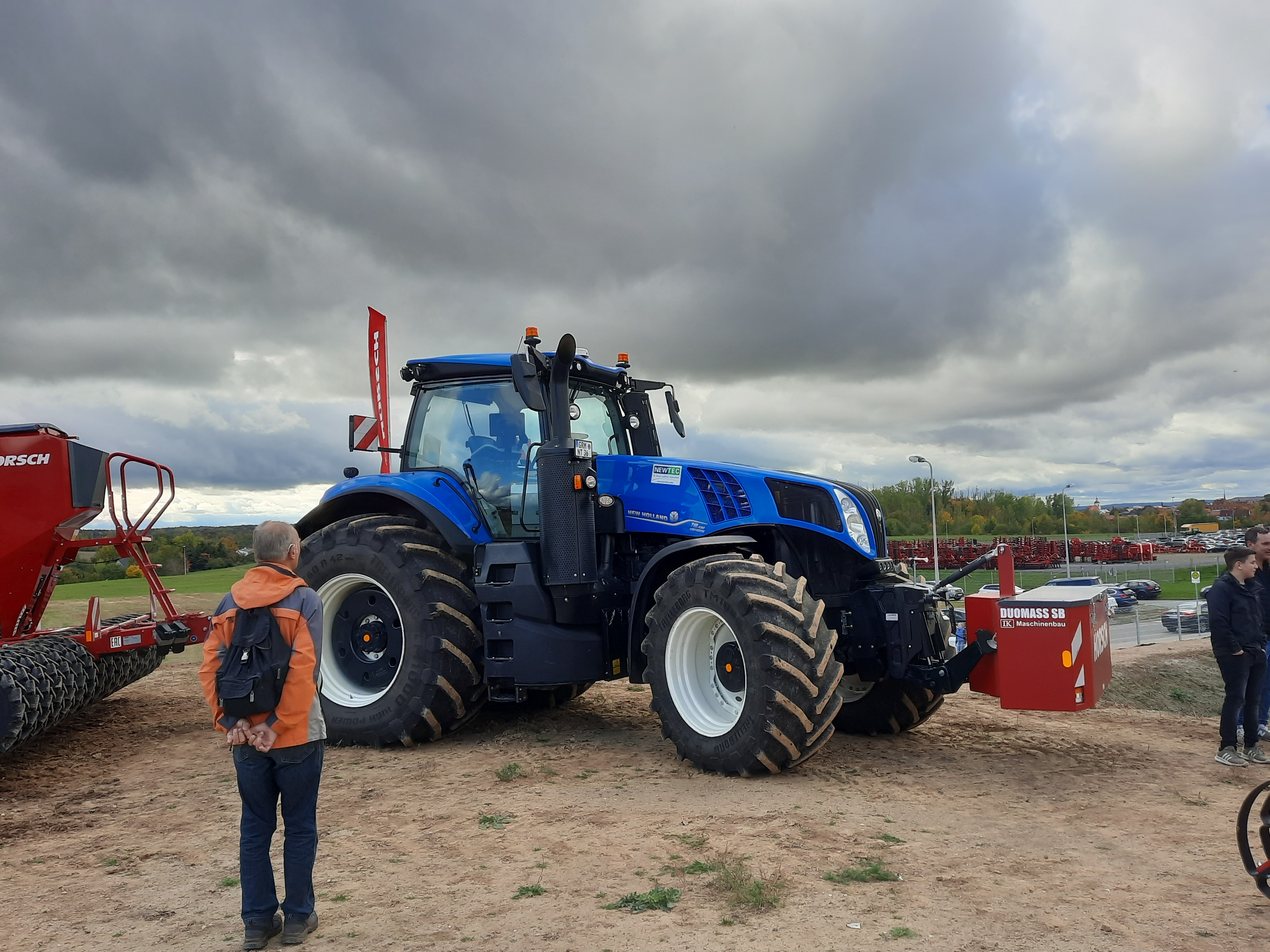
New Holland T8.435 Genesis

New Holland ist eine Marke für Land- und Baumaschinen des Konzerns CNH Industrial. Diese Marke geht zurück auf das gleichnamige Unternehmen, welches seinen Ursprung im Ort New Holland, Pennsylvania, USA hat.

## Geschichte

### Unternehmensentwicklung
Im Jahr 1895 öffnete Abe Zimmerman im Alter von 26 Jahren in New Holland (Pennsylvania) seinen New Holland Machine Shop, welcher in den Anfangsjahren Landmaschinen reparierte.
Ab 1899 wurde das Unternehmen durch den Bau einer portablen Mühle schließlich zum Hersteller.
In den frühen 1940er Jahren machte das Unternehmen großen Eindruck mit einer selbst entwickelten automatisierten mobilen Ballenpresse.
Im Jahr 1947 wurde das Unternehmen von der Sperry Rand Corporation übernommen und in Sperry New Holland umfirmiert.
1958 begann man damit, sich am belgischen Unternehmen Claeys finanziell zu beteiligen. Zum damaligen Zeitpunkt zählte Claeys zu den führenden Herstellern von Mähdreschern in Europa. Die Beteiligung mündete im Jahr 1964 in der Übernahme. Der Geschäftsname Claeys wurde zum damaligen Zeitpunkt in Clayson geändert und über viele Jahre als Ergänzung zum Unternehmensnamen New Holland auf den Mähdreschern mit angegeben.
Im Jahr 1975 überwand ein Mähdrescher des Hauses erstmals die Begrenzung der Dreschleistung durch die Baubreite und die Schwerkraft, indem sein patentiertes Dreschwerk um 90° gedreht war und sich der Fliehkraft bediente.
Am Ende der 1970er Jahre arbeiteten rund 11.000 Menschen bei dem Landmaschinenhersteller.
1986 wurde die Sperry Corporation durch die Burroughs Corporation übernommen. Diese spaltete das Tochterunternehmen New Holland ab und verkaufte es an die Ford Motor Company. Letztere erweiterte ihr Produktportfolio ein Jahr später durch den Zukauf des kanadischen Landmaschinenherstellers Versatile, welcher in New Holland eingegliedert wurde.
1991 wurde New Holland gemeinsam mit der auf Fordson gründenden Produktion von Traktoren an Fiat verkauft, welche das Unternehmen mit ihrer eigenen Traktorproduktion Fiatagri fusionierte. Der Übernahmevertrag erlaubte es Fiat, bis zum Jahr 2000 Traktoren unter dem Markennamen Ford zu vertreiben. In der Folgezeit wuchs das Unternehmen durch weitere Übernahmen (1998 der polnische Mähdrescherhersteller Bizon sowie die Baumaschinensparte von Orenstein & Koppel und 1999 schließlich die Case Corporation). Entstanden war der Land- und Baumaschinenkonzern CNH Global, welcher zu knapp 90 % dem Fiatkonzern gehörte. Nach der 2009 erfolgten Übernahme des Chryslerkonzerns wurde 2010 der nicht-Pkw-Bereich als Fiat Industrial ausgegliedert. Ende 2013 fusionierte Fiat Industrial mit seiner Tochter CNH Global zu CNH Industrial.
Ende des Jahres 2021 brachte CNH Industrial unter der Marke New Holland einen Methangastraktor auf den Markt.

## Trivia

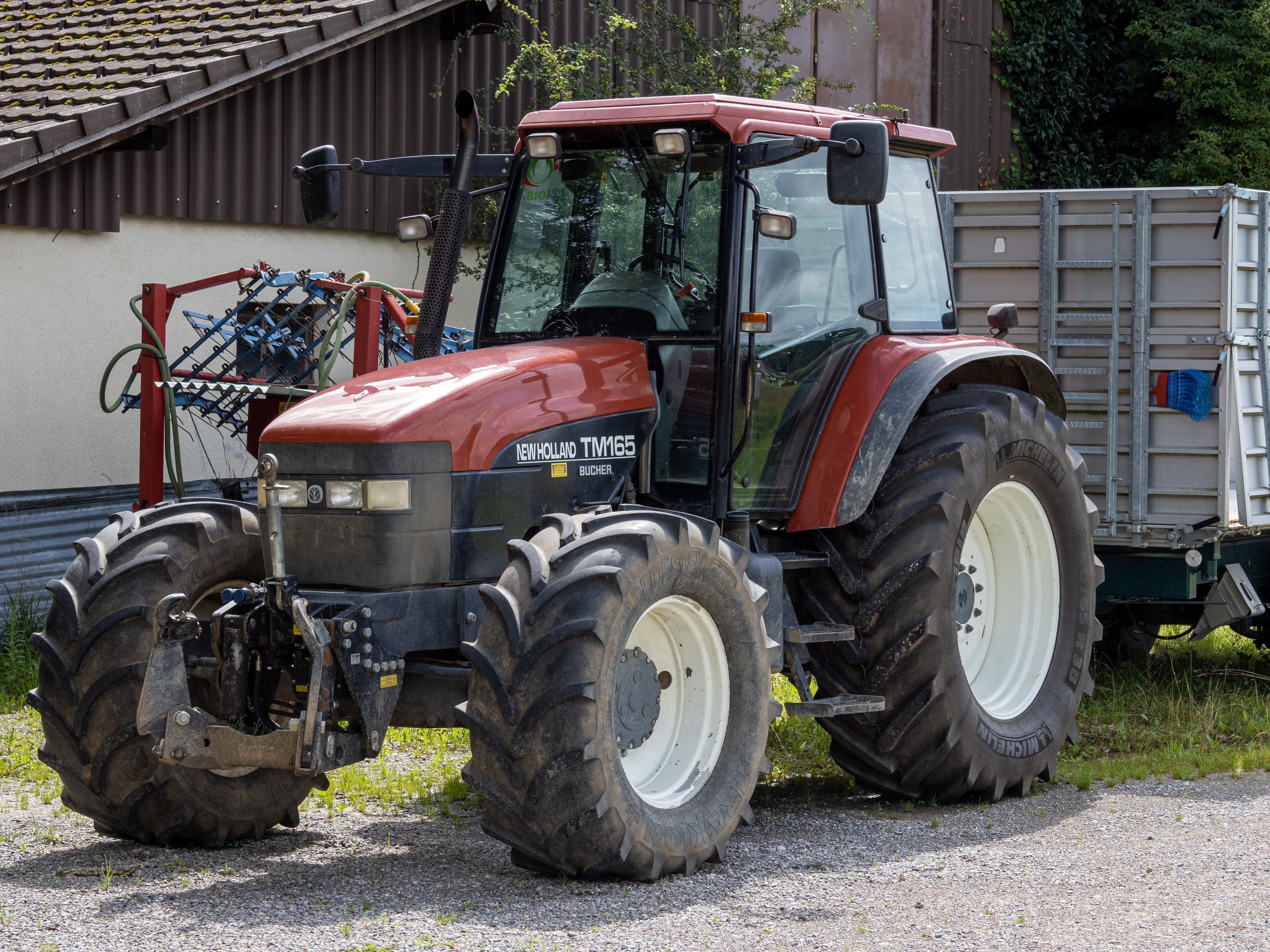
New Holland TM165 mit FiatAgri-Lackierung

Das heutige Design der Traktoren von New Holland weicht farblich von dem der Mähdrescher (gelb) ab. Ursächlich hierfür ist das Berücksichtigen der Markenzeichen von drei der Vorgängerunternehmen. Stellvertretend für die in Terrakotta lackierten ehemaligen Fiatagri-Traktoren wurde bei den heutigen Schleppern das Unternehmenslogo von Fiat übernommen. Die Farbe der heutigen Traktoren (blau) steht in der Tradition des Unternehmens Ford, der Name entspricht dem des Unternehmens (New Holland).
Aufgrund eines Sponsoringvertrags zwischen dem Mutterkonzern Fiat und Juventus Turin trugen die Trikots der Profimannschaft des Fußballvereins Juventus Turin ab der Saison 2007/2008 bis 2010/2011 den Schriftzug des Unternehmens New Holland.
Am 26. September 2008 wurde durch einen New-Holland-Mähdrescher ein Weltrekord aufgestellt. Dabei wurden auf einer Fläche von 53,5 ha in acht Stunden 551,6 t Winterweizen geerntet. In der Spitze erntete der 591 PS starke CR 9090 bis zu 77,3 t pro Stunde.
Mit dem CR 10.90 stellte New Holland den mit einem 652 PS starken Cursor-Motor zeitweise leistungsstärksten Mähdrescher der Welt vor.
Am 15. August 2014 wurde der Weltrekord, der am 26. September 2008 aufgestellt wurde, von einem CR 10.90 gebrochen. In acht Stunden erntete dieser Mähdrescher 797,6 Tonnen Weizen. Im Durchschnitt schaffte der Drescher 10 ha pro Stunde, in der Spitze schaffte er 135 Tonnen pro Stunde.
2024 stellt New Holland mit dem Modell CR 11 den bisher leistungsstärksten Rotormähdrescher der Welt vor. Er wurde entwickelt mit dem Ziel, 50 Prozent mehr Leistung als das bisherige Spitzenmodell CR 10.90 zu erreichen. Der Mähdrescher beeindruckt mit einem Durchsatz von bis zu 52 Tonnen pro Stunde und einem 20.000-Liter-Korntank, unterstützt durch ein innovatives Antriebskonzept mit größeren Rotoren und einer leistungsfähigeren zweistufigen Reinigung.

## Marken

Landmaschinen
Baumaschinen